# Stefano Bandelli
Stefano Bandelli (Castelnuovo Scrivia, 1369 – Saluzzo, 11 giugno 1450) è stato un presbitero italiano dell'Ordine dei frati predicatori; il suo culto come beato è stato confermato da papa Pio IX nel 1856.

## Biografia
Abbracciò giovane la vita religiosa tra i domenicani del convento di Piacenza e si addottorò in teologia e diritto canonico. Nel 1427 fu chiamato a insegnare all'università di Pavia e in seguito, ormai anziano, si ritirò nel convento di Saluzzo, presso il quale si spense.

## Il culto
Fu sepolto nella chiesa del convento domenicano di Saluzzo e nel 1487 la città, attribuendo alla sua intercessione la fine di un assedio, lo elesse suo celeste patrono.
Papa Pio IX, con decreto del 21 febbraio 1856, ne confermò il culto con il titolo di beato.
Il suo elogio si legge nel martirologio romano all'11 giugno.